# Kleinbergbau

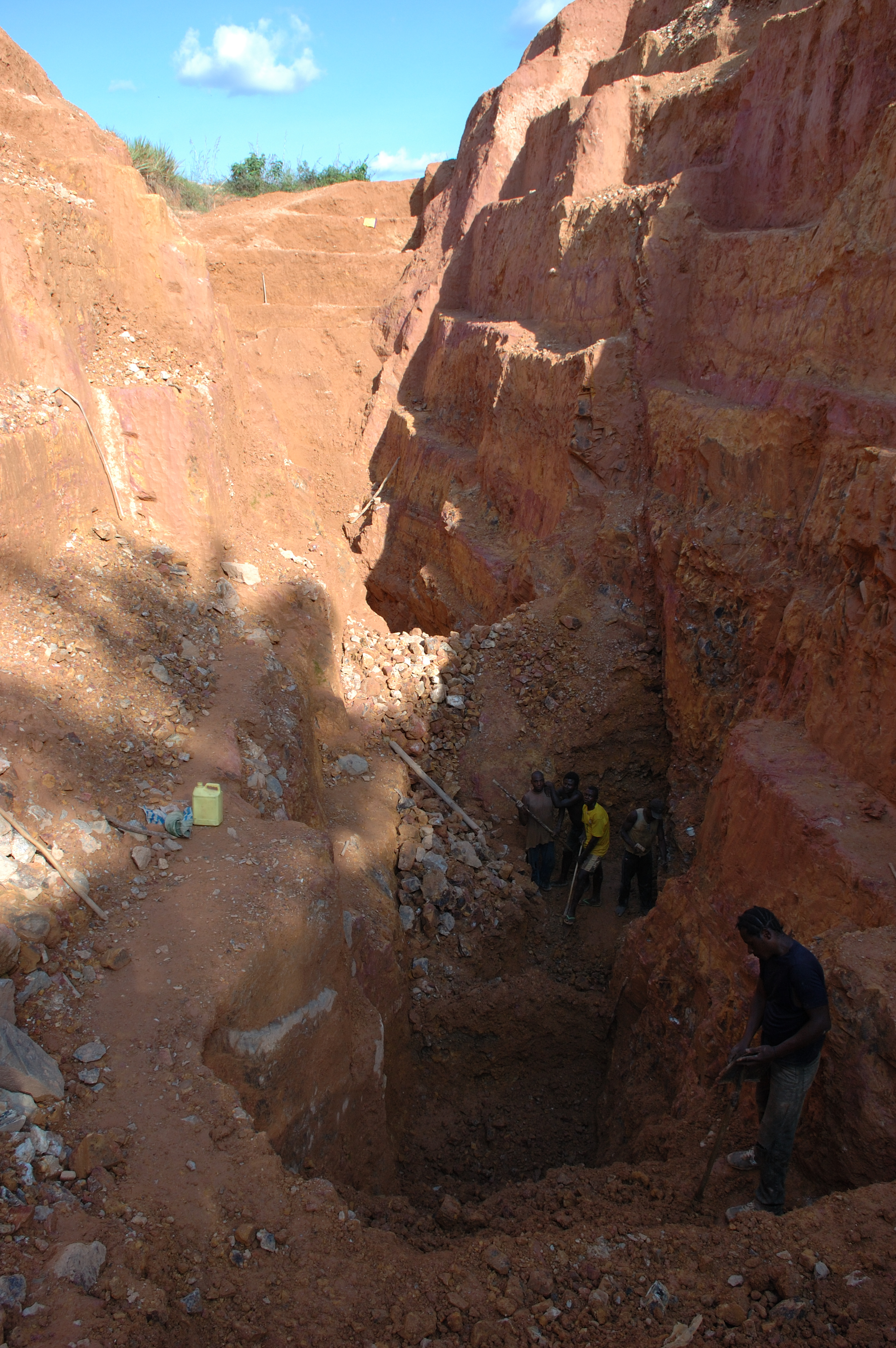
Kleinbergbau in Afrika

Als Kleinbergbau (engl. artisanal and small-scale mining – ASM) bezeichnet man die Gewinnung von mineralischen Rohstoffen mit einfachen, nicht industriellen Methoden. Kleinbergbau kann plötzlich durch Migration oder Menschenzuströme entstehen. 2012 arbeiteten weltweit etwa 15 Millionen Menschen im Kleinbergbau. Obwohl weltweit im Kleinbergbau mehr Menschen arbeiten als im industriellen Bergbau, besitzt der Kleinbergbau kaum eine Marktmacht.

## Grundlagen
Um eine Lagerstätte mit großen Bergbaumaschinen bergbaulich nutzen zu können, muss diese eine entsprechende Mindestgröße haben. Ob die Lagerstätte entsprechend abbauwürdig ist, hängt von vielen Faktoren ab. Viele Lagerstätten sind aufgrund ihrer geringen Größe für industriellen Bergbau mit schweren Bergbaumaschinen und langfristige Abbauverfahren ungeeignet. Hinzu kommt, dass sich bei diesen kleinen Lagerstätten größere Investitionen nicht rechnen. Diese Lagerstätten werden, wenn sie Bodenschätze von höherem Wert enthalten, im Kleinbergbau ausgebeutet. Bei dieser Form des Bergbaus benötigt man im Gegensatz zum industriellen Bergbau nur einen geringen Kapitaleinsatz und nur wenig Technologie, jedoch einen sehr hohen Arbeitskräfteeinsatz. Lagerstätten, die hauptsächlich im Kleinbergbau ausgebeutet werden, sind Goldseifenlagerstätten und Lagerstätten mit mesothermalen Gold- oder Kupfergängen. Teilweise wird auch in einigen Ländern Kleinbergbau in Form von Nachlesebergbau in von den großen Bergbaubetrieben nach Beendigung des Bergbaus häufig nicht ordnungsgemäß verschlossenen Grubenbauen durchgeführt. Man unterscheidet zwischen Kleinbergbau durch kleine Unternehmen mit gewissem Mechanisierungsgrad und Kleinstbergbau, der von Einzelpersonen in Handarbeit durchgeführt wird. Dabei sind bis zu fünf Personen an einem kleinen Bergwerk tätig. Bevorzugt werden Edelmetalle, Buntmetalle, Stahlveredler wie Chrom oder Nickel und Refraktärmetalle, wie z. B. Tantal, Niob oder Wolfram, im Kleinbergbau abgebaut. Die Bodenschätze werden je nach Mächtigkeit der Deckschicht entweder im Tagebau oder im tagesnahen Untertagebau gewonnen.

## Kleinbergbau früher
Bergbau wurde weltweit bereits vor mehreren Jahrtausenden betrieben. Dabei ist der Kleinbergbau als Produktionsform der Ursprung der Rohstoffgewinnung. Während der spanischen Kolonialzeit wurde in fast allen lateinamerikanischen Ländern Kleinbergbau betrieben. An vielen Orten reicht dieser Bergbau bis in die vorkolumbianischen Epochen zurück. Dabei ist der Kleinbergbau oftmals im traditionellen Landwirtschafts- und Handwerkssektor entstanden. In Europa wurde schon ab dem 5. vorchristlichen Jahrhundert Eisenerz in sogenannten Mollkauten, abgebaut. Später ging man dazu über, Erze in Pingen abzubauen. Ab dem 10. Jahrhundert wurde Steinkohle mittels Kohlengräberei in kleinen Pütts abgebaut. Vom 17. Jahrhundert bis in die Mitte des 19. Jahrhunderts wurden in Deutschland Kupferschieferflöze mit einer Mächtigkeit von drei bis 10 Zentimetern im Duckelbau abgebaut. Nach dem Zweiten Weltkrieg wurde vielfach sogenannter Notbergbau betrieben, bei dem im Kleinbergbau mit einfachsten, primitiven Mitteln am Rand der bekannten Steinkohlenreviere eigentlich nicht gewinnungswürdige Restpfeiler abgebaut wurden.

## Kleinbergbau heute
Kleinbergbau gibt es heute in fast allen Ländern Lateinamerikas. Aber auch in Indien und in vielen Ländern Afrikas findet Kleinbergbau statt. Da der Verkauf der Erze ein lukratives Geschäft ist, wächst der Kleinbergbau in diesen Ländern stetig an. Beim Kleinbergbau unterscheidet man heute zwischen formellem und informellem Kleinbergbau. Der formelle Kleinbergbau ist staatlich geregelt und wird durch die zuständigen Behörden staatlich zugelassen, die Bergbautreibenden sind staatlich registriert. Die Bergbautreibenden im informellen Bereich arbeiten in der Regel ohne staatliche Registrierung und besitzen weder Landtitel noch Schürfrechte. Teilweise arbeiten die Kleinbergbautreibenden auf fremden Grundstücken ohne Zustimmung des Eigentümers. Zudem erfolgen die Tätigkeiten im informellen Kleinbergbau ohne einen geeigneten Regelungsrahmen. Allerdings wird der artisanale Kleinbergbau oftmals von staatlicher Seite geduldet. In einigen Ländern wird der artisanale Kleinbergbau von bewaffneten Gruppen organisiert. So dient beispielsweise in Kolumbien der Kleinbergbau zur Kapitalbeschaffung dieser bewaffneten Gruppen. Die im Kleinbergbau arbeitenden Bergleute werden neben den unsicheren Arbeitsbedingungen auch noch durch unfaire Preisbildungen benachteiligt. Der Anteil des Kleinbergbaus an der weltweiten Goldproduktion beträgt rund 25 %. Alleine in Lateinamerika hat der Kleinbergbau einen Anteil von sechs bis acht Prozent an der Goldförderung. Für Batterien von Elektroautos werden Rohstoffe wie Kobalt, Lithium, Nickel, Mangan und Graphit benötigt. 60 % der Weltkobaltförderung stammen aus dem Kongo, davon werden etwa 15–20 % im Kleinbergbau gewonnen. Im Jahr 2004 wurden etwa 15 bis 20 Prozent der weltweit benötigten mineralischen Rohstoffe im Kleinbergbau gefördert. 2020 lag der Anteil der im Kleinbergbau geförderten Erze bei Kobalt bei etwa 20 % und bei Tantal lag der Anteil bei rund 100 %. Zusätzlich zu den 15 Millionen Menschen, die direkt im Kleinbergbau beschäftigt sind, sind Hochrechnungen zufolge weitere 85 Millionen Menschen in Nebenbetrieben des Kleinbergbaus beschäftigt. Insgesamt sind somit rund 100 Millionen Menschen vom artisanalen Bergbau wirtschaftlich abhängig. Für die ländliche Bevölkerung in den betroffenen Gebieten ist der Kleinbergbau eine wichtige Einkommensquelle.

## Ausbildung, Arbeitssicherheit und Menschenrechte
Im Kleinbergbau werden oftmals nicht oder nur sehr schlecht ausgebildete Bergarbeiter beschäftigt. Gut ausgebildete Bergleute sind für diese Tätigkeiten nicht zu bekommen. Dies liegt häufig an der schlechteren Bezahlung und den niedrigen Sicherheitsstandards in den Kleinbetrieben. Auch den Betreibern der kleinen Betriebe fehlt es oft an fachlichen Kompetenzen. Schon Mitte bis Ende des 19. Jahrhunderts war es schwierig, gut ausgebildete Bergleute für den Kohlenbergbau zu bekommen. So hatte ein Hauer in Kleinbergbau einen geringeren Verdienst als ein Fördermann in einem großen Bergwerk. Die Arbeit der Bergleute ist oftmals gefährlich und zudem auch gesundheitsschädlich. Bei der Arbeit mit den eingesetzten Chemikalien tragen die Bergleute keine Schutzausrüstungen, da für Schutzmaßnahmen in der Regel kein Geld vorhanden ist. Oftmals hantieren die Bergleute mit den Chemikalien in ihren eigenen Behausungen und führen dort die Amalgamierung und die Verdampfung des Amalgams durch. Die Arbeit wird häufig von Frauen, die oftmals auch schwanger sind, im Beisein ihrer Säuglinge und kleinen Kinder durchgeführt. Häufig kommt es bei den betroffenen Menschen zu gesundheitlichen Problemen. Teilweise tragen die Arbeiter unter Tage weder Schutzhelme noch Sicherheitsschuhe, auch Arbeitsanzüge sind vielfach nicht vorhanden. Die Bergleute sind auf den Bergwerken Gefahren durch ungesicherte Stollen und Schächte oder unzureichend abgestützte Halden ausgesetzt. An den Rändern von offenen Tagebauen mit alluvialem oder verwittertem Gestein besteht die Gefahr von Landrutschungen. Häufig kommt es auf den kleinen Bergwerken zu Arbeitsunfällen. Ein weiteres Problem sind die oftmals mangelhaft bewetterten Grubenbaue, in die zudem noch Wasser eintritt. Problematisch ist beim artinalen Kleinbergbau auch, dass hierbei vielfach negative Auswirkungen auf die Menschenrechte vorhanden sind. So ist in einigen Regionen im Kleinbergbau sogar Zwangsarbeit üblich. Zudem arbeiten im Kleinbergbau oftmals Kinder mit Chemikalien wie Quecksilber.

## Werkzeuge und Maschinen
Der Mechanisierungsgrad der Kleinbetriebe ist gering. Meistens werden von den Bergleuten einfache bergmännische Handwerkzeuge wie z. B. Spitzhacken verwendet. Falls Maschinen zum Einsatz kommen, werden diese aus Kostengründen gebraucht gekauft und sind oftmals in einem schlechten Zustand. Dies führt oftmals zu Produktionsausfällen aufgrund der hohen Stillstandszeiten. Auch die Aufbereitung der Erze weist unterschiedliche Mechanisierungsgrade auf. Diese reichen von einfacher Handarbeit (wie zum Beispiel Zerstampfen des Erzes mit einem Mörser) über mittelalterliche Methoden wie Pochwerke, Waschrinnen und Stoßherde bis zu modernen Maschinen wie beispielsweise Schlagwalzenbrechern.

## Umweltbelastung
Durch den Kleinbergbau kommt es verstärkt zu Umweltbelastungen. Bei der Goldgewinnung wird ebenso wie im industriellen Goldbergbau Quecksilber zur Amalgamierung der goldhaltigen Konzentrate eingesetzt. Nach Schätzungen werden im Kleinbergbau dafür mehrere hundert Tonnen Quecksilber jährlich verbraucht. Eine Rückgewinnung des Quecksilbers mittels Retorten wird kaum angewendet. Dadurch bedingt gelangt das Quecksilber durch die Aufbereitungsprozesse in den Boden und ins Wasser. Dadurch werden die Gewässer, die den Anrainern als Lebensgrundlage dienen, verseucht. Je nach Beschaffenheit des Bodens wird das Quecksilber auch im Boden mobilisiert. Des Weiteren gelangt beim Brennen des Amalgams das Quecksilber auch in die Atmosphäre und wird über weite Teile der Region verteilt. Außerdem kommt es durch den Kleinbergbau zu Erosionen und Verschlammung der Flüsse, dies beeinträchtigt die betroffenen Gebiete langfristig schwer. Durch die Verschmutzung und Vergiftung der Flüsse können diese nicht mehr als Trinkwasserreservoir genutzt werden und der Fischbestand wird beeinträchtigt. Beim Abbau von Silbererzen und bei der Silberaufbereitung fallen große Mengen an Blei an. Durch das Blei werden Luft und Böden der betroffenen Regionen verseucht. Zudem besteht die Gefahr, dass das Blei noch Jahre nach Beendigung des Bergbaus seine schädigende Wirkung verbreitet. Insbesondere in Ländern mit niedrigen Umweltstandards wie z. B. Peru ist dies beim Kleinbergbau besonders gravierend. Die Altbergbaue werden von den Bergleuten ungesichert zurückgelassen und sind eine Gefahr für die Bewohner der Regionen. Des Weiteren belasten die aus den offenen Grubenbauen noch über Jahre hinweg austretenden sauren Grubenwässer stark die Umwelt.

## Umgang mit dem Kleinbergbau
Schaden und Nutzen durch den Kleinbergbau stehen im krassen Gegensatz zueinander. Einerseits entstehen durch den Kleinbergbau Schäden an den in der Region lebenden Menschen und an der Umwelt selber. Andererseits ist der Kleinbergbau für die jeweiligen Regionen ein bedeutender Wirtschaftsfaktor. Zudem bietet der Kleinbergbau für mehrere hunderttausend Menschen Arbeit und Sicherung des Lebensunterhalts. Der Einsatz von modernen Bergbaumaschinen in Großbergwerken ist zwar erheblich kapitalintensiver, bedeutet aber, dass nur noch ein kleiner Anteil an Bergleuten benötigt wird. Dies würde bedeuten, dass mehrere tausend Kleinschürfer ihre Arbeit und somit ihre Einkommensgrundlage verlieren würden. Schätzungen zufolge haben alleine in Tansania durch den Einsatz von industriellem Bergbau etwa 400.000 Menschen ihre Beschäftigung verloren. Demgegenüber stehen die gesundheitlichen Probleme und Umweltschäden, welche einer Fortführung des Kleinbergbaus entgegenstehen. Allerdings würde nach einer Studie des Fraunhofer-Instituts für System- und Innovationsforschung ISI ein Boykott des Kleinbergbaus die Situation der beteiligten Menschen nicht verbessern.
Zur Sicherung von Umwelt- und Sozialstandards und Einhaltung der Sorgfaltspflichten gemäß den UN-Leitprinzipien für Wirtschaft und Menschenrechte und der OECD-Leitsätze zur menschenrechtlichen Sorgfaltspflicht im Kleinbergbau sind transparente und zertifizierte Lieferketten (CTC – Certified Trading Chains) unerlässlich. Eine oft nicht gegebene Voraussetzung dafür ist, dass den Genossenschaften und Kleinunternehmern wirtschaftlich attraktive Zonen (französisch Zone d’Exploitation Artisanale (ZEA); englisch Artisanal and small scale mining (ASM)) zur Verfügung gestellt werden, damit diese überhaupt legal operieren können. Ein besserer Weg wäre es, die Certified-Trading-Chains-Initiativen der Bundesanstalt für Geowissenschaften und Rohstoffe (BGR) auszubauen. Diese unterstützen Kleinbergbau-Kooperativen und Behörden vor Ort, um Mindeststandards zu erreichen, sowie Kontrollmechanismen einzurichten. Demnach sind starke staatliche Institutionen in den Bergbauländern der wichtigste Faktor für eine Verbesserung der Umwelt- und Sozialstandards. Auch die rohstoffverarbeitenden Unternehmen fordern verpflichtende Auflagen in diesen Regionen, um die Missstände zu bekämpfen. Es gibt beispielsweise Bemühungen der europäischen Autoindustrie, saubere Lieferketten nachzuweisen, wobei es jedoch insbesondere für Kobalt-Minen im Kongo erhebliche politische Probleme gibt.

## Galerie

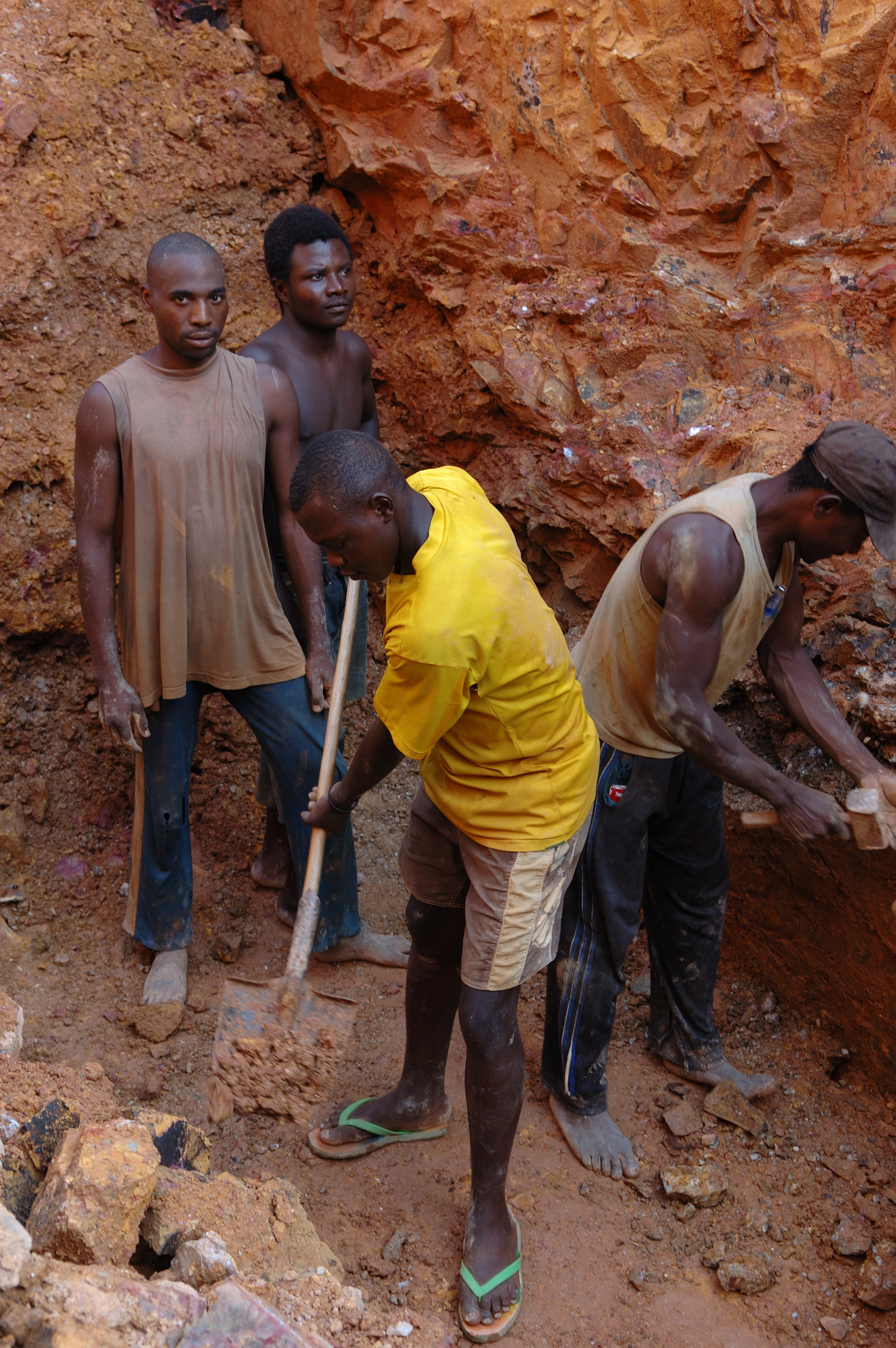
Kleinbergbau (Wolframit) in Maniema
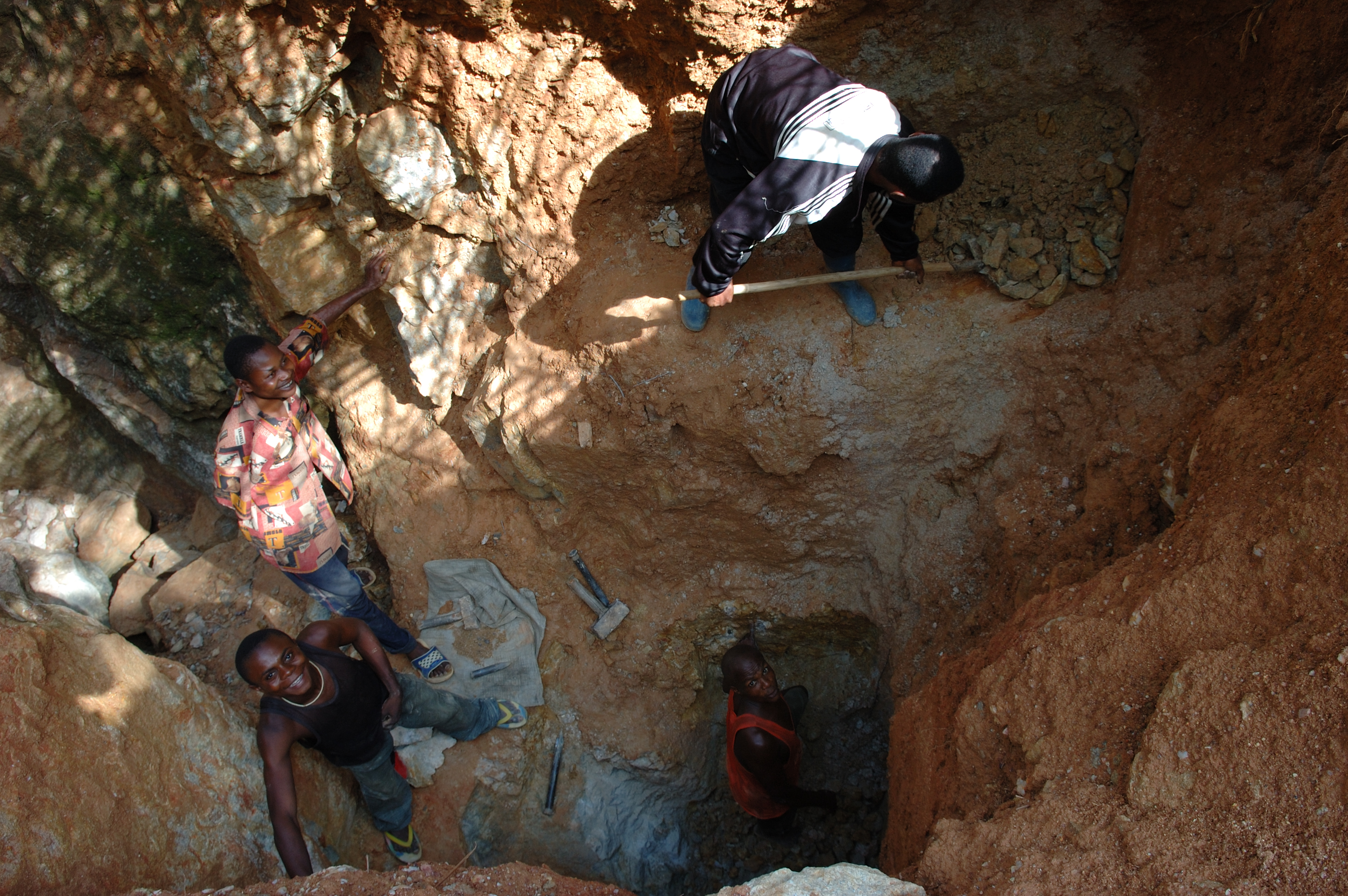
Kleinbergbau (Wolframit) in Maniema
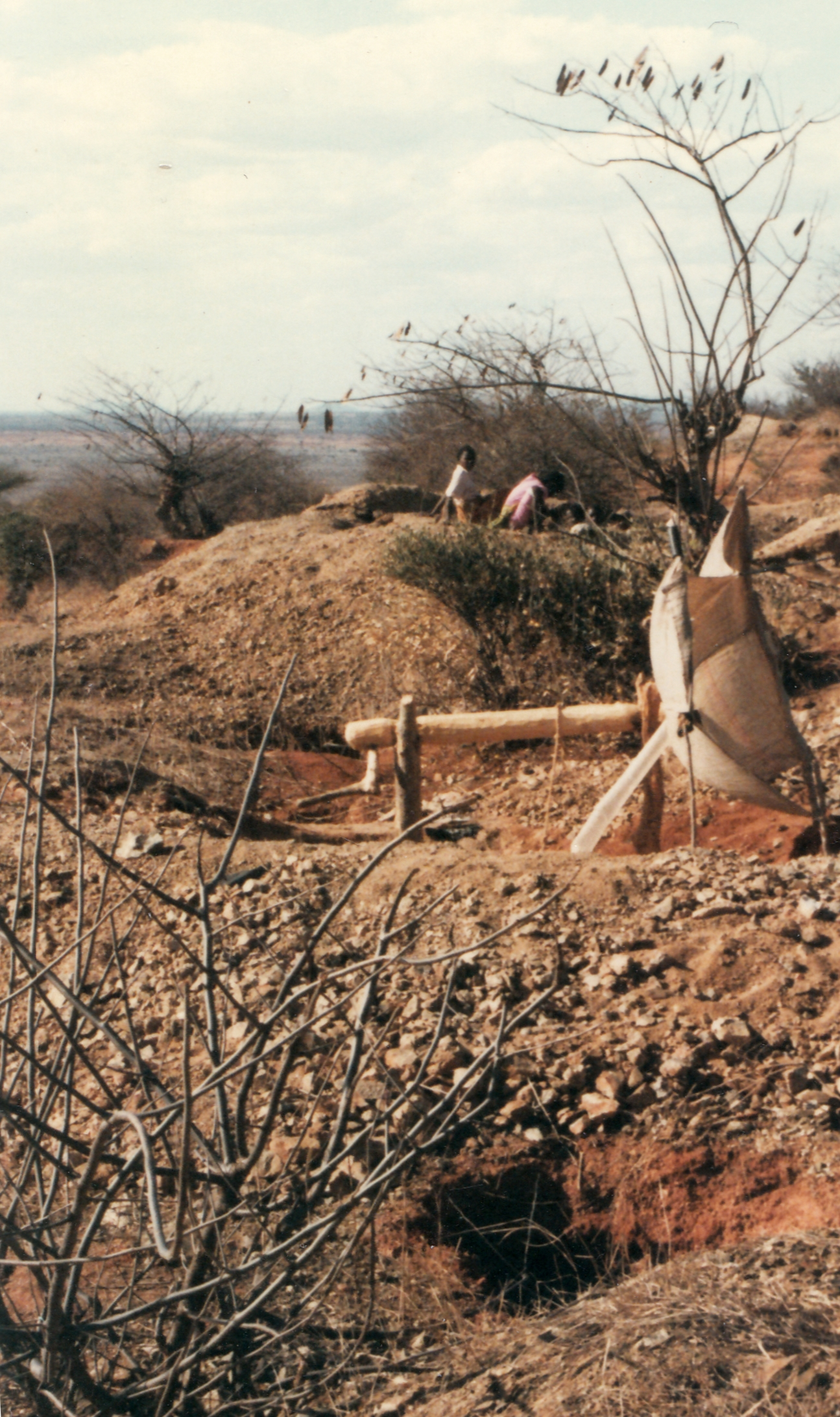
Kleinbergbau (Gold) in Dodoma, Tansania
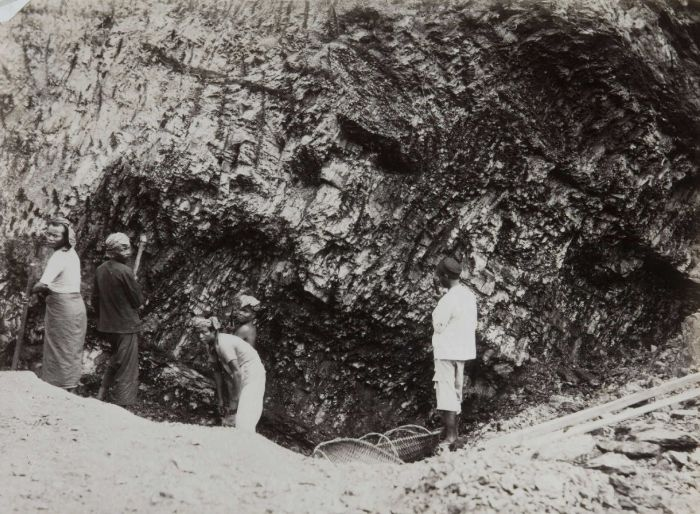
Steinkohlenabbau um 1900 in Indonesien